# ميخائيل لاندو
ميخائيل لاندو (بالإنجليزية: Michael Landau)‏ هو عازف قيثارة وموسيقي أمريكي، ولد في 1 يونيو 1958 في لوس أنجلوس في الولايات المتحدة.

## وصلات خارجية
- الموقع الرسمي
- ميخائيل لاندو على موقع IMDb (الإنجليزية)
- ميخائيل لاندو على موقع ميوزك برينز (الإنجليزية)
- ميخائيل لاندو على موقع أول ميوزيك (الإنجليزية)
- ميخائيل لاندو على موقع ديسكوغز (الإنجليزية)
- ميخائيل لاندو على موقع قاعدة بيانات الفيلم (الإنجليزية)